# Blepharita glenura
Blepharita glenura là một loài bướm đêm trong họ Noctuidae.